# Jiří Holubec
Jiří Holubec (Jilemnice, 3 de marzo de 1966) es un deportista checo que compitió en biatlón. Ganó dos medallas de plata en el Campeonato Mundial de Biatlón, en los años 1990 y 1995.

## Palmarés internacional
| Representando a Checoslovaquia     |                  |                  |        |
| Campeonato Mundial                 |                  |                  |        |
| Año                                | Lugar            | Medalla          | Prueba |
| 1990                               | Minsk (URSS)     | Medalla de plata | Equipo |
| Representando a la República Checa |                  |                  |        |
| Campeonato Mundial                 |                  |                  |        |
| Año                                | Lugar            | Medalla          | Prueba |
| 1995                               | Antholz (Italia) | Medalla de plata | Equipo |